# Muzeum Historyczno-Misyjne Zgromadzenia Księży Misjonarzy w Krakowie
Muzeum Historyczno-Misyjne Zgromadzenia Księży Misjonarzy – muzeum istniejące od lat 30. XX wieku w Krakowie w tzw. Domu Stradomskim przy ul. Stradomskiej 4. Muzeum udostępnia eksponaty z terenów misyjnych, głównie z Chin, w celu przybliżenia zwiedzającym kultury i religii tego kraju. W muzeum eksponowane są również zabytki z domu misjonarskiego Zgromadzenia Księży Misjonarzy św. Wincentego a Paulo.
Oprócz swojej wystawy stałej Muzeum organizuje liczne wystawy czasowe. Wystawa stała obejmuje: 
- Dział Malarstwa (m.in. wczesnorenesansowe epitafia, portrety różnych ważnych osobistości)
- Dział Złotnictwa (m.in. kielichy, pateny, puszki i monstrancje oraz relikwiarze)
- Dział Eksponatów Misyjnych (m.in. zbiór przedmiotów chińskich, eksponaty afrykańskie z Konga i Madagaskaru)